# Комаровка (Мордовия)
Комаровка — деревня в Ельниковском районе Мордовии. Входит в состав Ельниковского сельского поселения.

## История
Основана во 2-й половине XIX века. В «Списке населённых мест Пензенской губернии за 1894» Комаровка деревня из 13 дворов Краснослободского уезда.

## Население
| 2002 | 2010 |
| ---- | ---- |
| 5    | ↘2   |

Национальный состав
Согласно результатам Всероссийской переписи населения 2002 года, в национальной структуре населения русские составляли 100 %.